# Teucholabis (Teucholabis) ornata
Teucholabis (Teucholabis) ornata is een tweevleugelige uit de familie steltmuggen (Limoniidae). De soort komt voor in het Oriëntaals gebied.